# Michelle de Saubonne
Michelle de Saubonne (... – Saintonge, 1549) è stata un'umanista francese, nonché dama di corte.
Michelle du Fresne, detta di Saubonne, era la "femina cordatissima" di Guillaume Budé. Era la douairière dei possedimenti di Soubise. Figlia di Denis de Saubonne, dicono i manoscritti, signore di Fresnes-Coudray; umanista protestante, ha fatto conoscere Jean des Marets, il padre di Clément Marot, alla regina Anna di Bretagna che ha servito prima come segretario e poi da Ciambellano. Sarà una dei primi protettori di Bernard Palissy.

Blasone : bordato d'argento e azzurro, banda trasversale rossa su tutto il traverso
Questo stemma apparteneva ai Seigneurs de Parthenay.

## L'amica di Anna di Bretagna

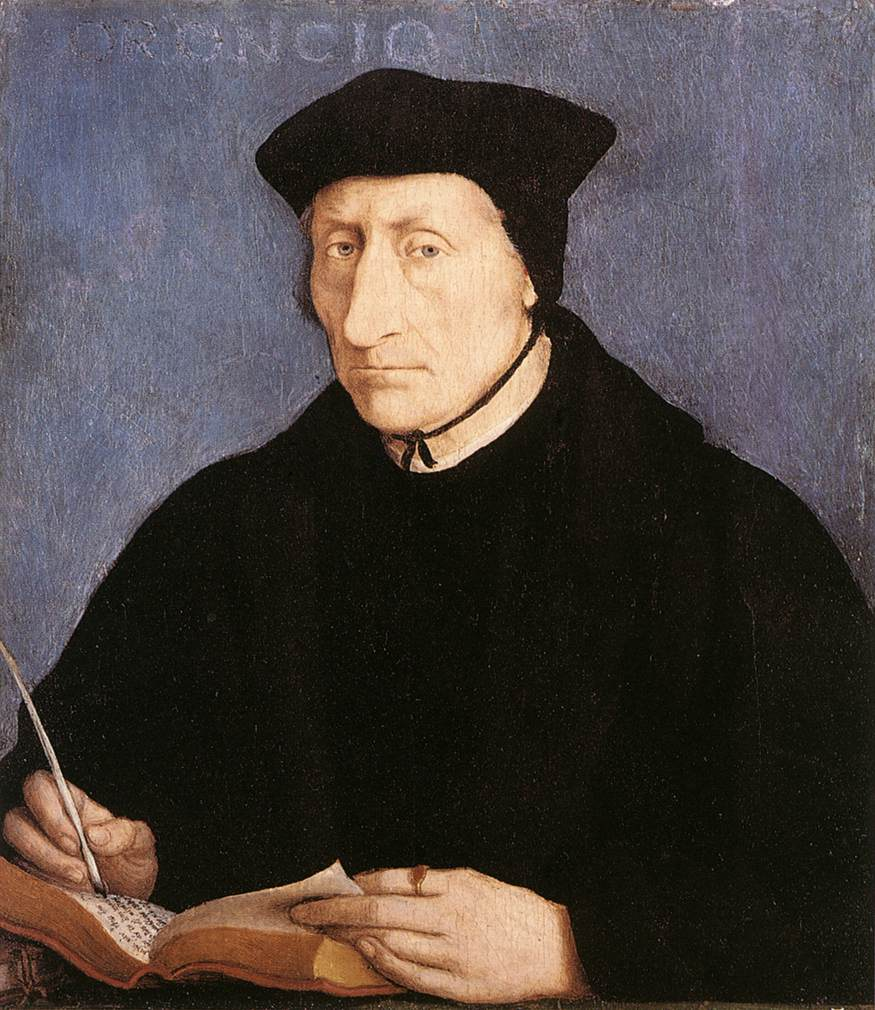
Guillaume Budé
Ritratto da Jean Clouet (1536).

Nel 1503, la sua presenza è certa alla corte di Luigi XII per un manoscritto attestante i possedimenti concessi a mademoiselle Michelle di Saubonne da inviare alla Regina di Ungheria.
Nel 1505, ella fu scelta per servire come damigella d'onore alla Regina. Incaricata della custodia degli anelli, vestiti e gioielli di Anna di Bretagna, ne diventa presto la segretaria, ruolo che la stessa condivideva con Hélène de Laval, poi organizza per la regina delle gare di poesia e oratoria galante.
Verso il 1506, fa assumere al servizio della Regina Jean Marot, di cui lei aveva apprezzato le poesie. Suo figlio Clément Marot manterrà per tutta la vita la memoria che è stato uno dei primi ad accogliere suo padre vivo, quando arrivò alla Corte del Re.
Michelle de Saubonne condivide i gusti della regina e, come ha detto Marot,, 
Aimant littérature, Amante della letteratura,
Savoir exquis, vertus qui le ciel percent,  la sua sapienza, virtù che anche il cielo percepisce
Arts libéraux & ceux qui s'y exercent, arti libere e anche coloro che vi si cimentano
Ella aveva portato alla regina Anna, uno degli scrittori di quel tempo, lo storico e poeta Jean Le Maire de Belges, (Jean Desmarets detto Marot).

## La vedovanza con Renata di Francia
Nel 1507, si sposa con Giovanni IV di Parthenay, signore di Parc de Soubise (parc Mouchamps), di cui era la seconda moglie e che muore cinque anni più tardi, lasciandola incinta e con tre figli. È tramite suo figlio, Giovanni V di Parthenay-L'Arcivescovo, signore di Soubise, nato dopo la morte del padre, nel 1512, che sarà nonna di Catherine de Parthenay.
Verso il 1510, diventa la governante di Renata di Francia, (figlia minore di Luigi XII) che ne diventa l'educatrice. Anna di Bretagna voleva che fosse per la figlia Renata come una madre (memorie di Catherine de Parthenay) 
Nelle dispute che dividevano la corte, Michelle Saubonne prende le parti di Anna di Bretagna contro quella di Luisa di Savoia (madre di Francesco I di Francia), che alla morte di Regina Anna avrebbe voluto privarne la prole della loro eredità.
Nel 1515, essa fu allontanata da Parigi da Francesco I perché si opponeva al ricongiungimento della Bretagna alla corona di Francia e nutriva simpatie per la Chiesa riformata protestante.

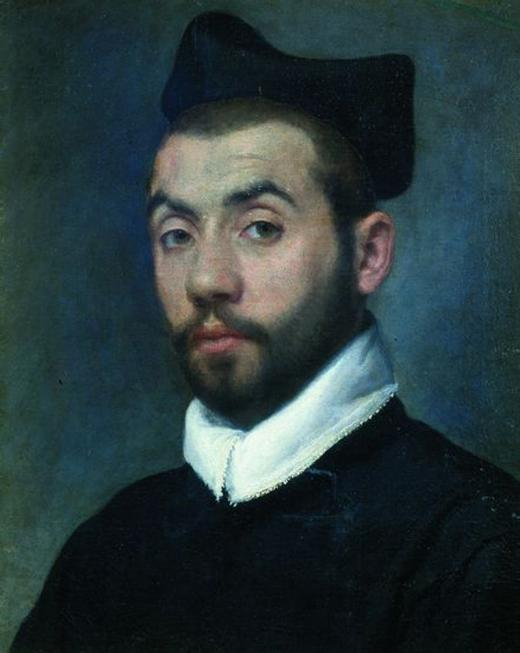
Clément Marot

## Sola con i suoi figli
Si ritira allora con le sue tre figlie e suo figlio, Giovanni V di Parthenay alla sua casa di Parc-Soubise, dove alleverà i suoi figli, e insegnerà loro la lingua greca e latina. Budé afferma che aveva conosciuto la vera religione e a quella istruisce tutti i suoi figli.

## Alla corte di Ferrara
Nel 1528, Renata di Francia sposa Ercole II d'Este, questa principessa ha fatto ammettere il ritorno della sua governante presso la Corte, poi lo ha portata in Italia, a Ferrara con due delle sue figlie, tra cui Anne e suo figlio. Poco dopo Clément Marot è venuto a trovarle.
All'arrivo di Calvino alla corte di Ferrara, la figlia come suo genero prende la risoluzione di abbandonare la Chiesa Cattolica. 
Nel 1536, il duca d'Este, vicino a Carlo V, alla morte di suo padre, Alfonso I d'Este, ha voluto cacciare Madame de Saubonne da Ferrara. Si è risentito particolarmente per le critiche a lui rivolte per come trattava sua moglie
Renata di Francia, e ormai d'Este, protesta per la sua cacciata, al cospetto di Francesco I e del Papa Paolo III. Il cardinale Jean du Bellay interferisce. Durante un'assenza di Ercole d'Este (a Roma chiamato dal Papa), Madame de Saubonne organizza per conto di Francesco I una riunione del partito filo-francese (contro Carlo V). Ercole d'Este si spaventa, ritorna immediatamente a Ferrara e la rimanda indietro in Francia.
Clément Marot ci ha lasciato qualche verso dove annuncia il viaggio di Madame de Soubise, in partenza da Ferrara per ritornare in Francia:

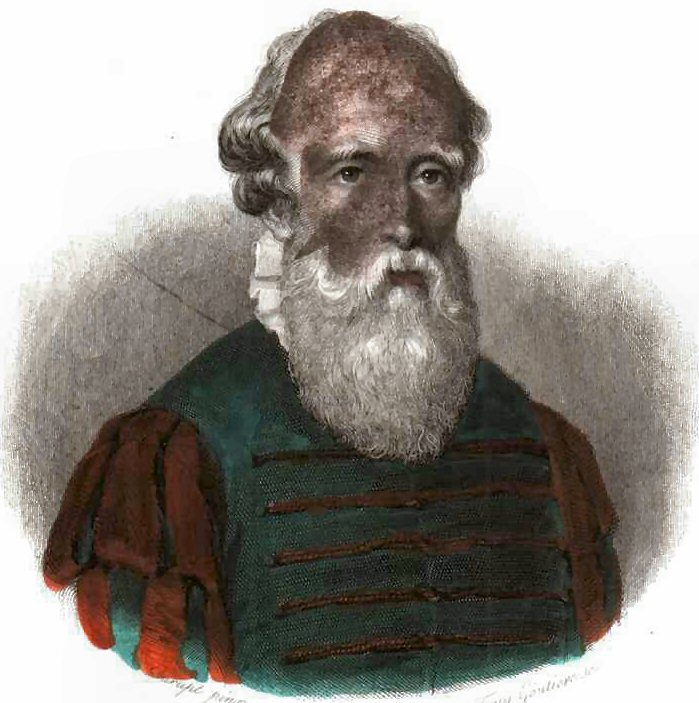
Bernard Palissy

Le clair soleil sur les champs puisse luyre 
Dame prudente et te vueille conduire 
Jusques au pied de ta noble maison 
Il est certain que plus tost oraison
 Pour ta demeure à Dieu je vouldrois faire
 Mais puis que luy et le temps et l affaire
 Veulent tous trois que ta bonté desplace 
Montz et torrens te puissent faire place 
Dieu tout au long de ton allee entiere  
ed anche questo distico, al loro ritorno in Francia: 
Viens le temps doux. Retire-toi la bise ! Ne fache point Madame de Soubise !

## Ritorno a Saintonge
Dopo il loro ritorno a Saintonge, la si trova, con sua figlia, suo genero, il signore di Pons, e suo figlio, all'origine della diffusione del protestantesimo nei territori della Charente e di Haut-Poitou. Qualche giorno dopo la morte di sua figlia Anna, Madame de Saubonne muore raccomandando alla sua famiglia il giovane Bernard Palissy(1549); si spegne professando la nuova religione; ella aveva sempre avuto i predicatori sulle sue terre, e gli editti del Re proteggevano ancora i ministri del culto protestante. 
E allora che si realizza la profezia di Marot: 
 de quoi servait par deça ta présence.»
 di quanto serviva qui la tua presenza.»
La sua vita e la sua genealogia è stata rivelata attraverso gli scritti del matematico François Viète, che all'inizio fu il segretario di suo figlio Giovanni di Parthenay, al parco di Mouchamps.

## L'albero genealogico dei Parthenay

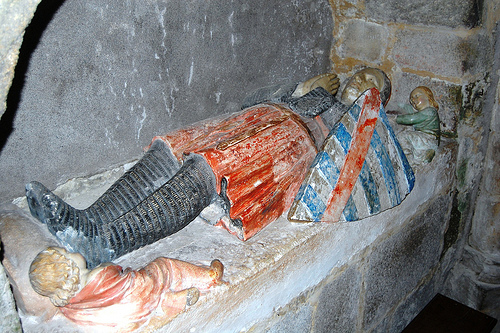
Tomba di Guillaume VII Larchevêque (morto nel 1401)

Albero genealogico della famiglia Rohan-Parthenay
|  |  | | | Jean IV de Parthenay (1460 ?-1511)                                                                                              | Jean IV de Parthenay (1460 ?-1511)                                                                                              | Jean IV de Parthenay (1460 ?-1511)                                                                                              | Jean IV de Parthenay (1460 ?-1511)                                                                                              | Jean IV de Parthenay (1460 ?-1511)                                                                 | Jean IV de Parthenay (1460 ?-1511)                                                                 | | | Michelle de Saubonne (1485 ?-1549) (sua seconda moglie)                                            | Michelle de Saubonne (1485 ?-1549) (sua seconda moglie)                                            | Michelle de Saubonne (1485 ?-1549) (sua seconda moglie) | Michelle de Saubonne (1485 ?-1549) (sua seconda moglie) | Michelle de Saubonne (1485 ?-1549) (sua seconda moglie) | Michelle de Saubonne (1485 ?-1549) (sua seconda moglie) |                                                                                           |                                                                                           |                                                                                           |                                                                                           |                                                                                           |                                                                                           | François II Bouchard, barone d'Aubeterre (1496-1555) | François II Bouchard, barone d'Aubeterre (1496-1555) | François II Bouchard, barone d'Aubeterre (1496-1555)            | François II Bouchard, barone d'Aubeterre (1496-1555)            | François II Bouchard, barone d'Aubeterre (1496-1555)              | François II Bouchard, barone d'Aubeterre (1496-1555)              |                                                                   |                                                                   | Isabelle de Saint-Seine (sua prima moglie)                        | Isabelle de Saint-Seine (sua prima moglie)                        | Isabelle de Saint-Seine (sua prima moglie)                                     | Isabelle de Saint-Seine (sua prima moglie)                                     | Isabelle de Saint-Seine (sua prima moglie)                                     | Isabelle de Saint-Seine (sua prima moglie)                                     |                                                                                |                                                                                |  |  |
|  |  | | | Jean IV de Parthenay (1460 ?-1511)                                                                                              | Jean IV de Parthenay (1460 ?-1511)                                                                                              | Jean IV de Parthenay (1460 ?-1511)                                                                                              | Jean IV de Parthenay (1460 ?-1511)                                                                                              | Jean IV de Parthenay (1460 ?-1511)                                                                 | Jean IV de Parthenay (1460 ?-1511)                                                                 | | | Michelle de Saubonne (1485 ?-1549) (sua seconda moglie)                                            | Michelle de Saubonne (1485 ?-1549) (sua seconda moglie)                                            | Michelle de Saubonne (1485 ?-1549) (sua seconda moglie) | Michelle de Saubonne (1485 ?-1549) (sua seconda moglie) | Michelle de Saubonne (1485 ?-1549) (sua seconda moglie) | Michelle de Saubonne (1485 ?-1549) (sua seconda moglie) |                                                                                           |                                                                                           |                                                                                           |                                                                                           |                                                                                           |                                                                                           | François II Bouchard, barone d'Aubeterre (1496-1555) | François II Bouchard, barone d'Aubeterre (1496-1555) | François II Bouchard, barone d'Aubeterre (1496-1555)            | François II Bouchard, barone d'Aubeterre (1496-1555)            | François II Bouchard, barone d'Aubeterre (1496-1555)              | François II Bouchard, barone d'Aubeterre (1496-1555)              |                                                                   |                                                                   | Isabelle de Saint-Seine (sua prima moglie)                        | Isabelle de Saint-Seine (sua prima moglie)                        | Isabelle de Saint-Seine (sua prima moglie)                                     | Isabelle de Saint-Seine (sua prima moglie)                                     | Isabelle de Saint-Seine (sua prima moglie)                                     | Isabelle de Saint-Seine (sua prima moglie)                                     |                                                                                |                                                                                |  |  |
|  |  | | | | | | | | | | | | |                                                         |                                                         |                                                         |                                                         |                                                                                           |                                                                                           |                                                                                           |                                                                                           |                                                                                           |                                                                                           |                                                      |                                                      |                                                                 |                                                                 |                                                                   |                                                                   |                                                                   |                                                                   |                                                                   |                                                                   |                                                                                |                                                                                |                                                                                |                                                                                |                                                                                |                                                                                |  |  |
|  |  | | | | | | | Giovanni V di Parthenay-l'archevêque detto Soubise Signore di Mouchamps (Les Herbiers) (1512-1561) | Giovanni V di Parthenay-l'archevêque detto Soubise Signore di Mouchamps (Les Herbiers) (1512-1561) | Giovanni V di Parthenay-l'archevêque detto Soubise Signore di Mouchamps (Les Herbiers) (1512-1561) | Giovanni V di Parthenay-l'archevêque detto Soubise Signore di Mouchamps (Les Herbiers) (1512-1561) | Giovanni V di Parthenay-l'archevêque detto Soubise Signore di Mouchamps (Les Herbiers) (1512-1561) | Giovanni V di Parthenay-l'archevêque detto Soubise Signore di Mouchamps (Les Herbiers) (1512-1561) |                                                         |                                                         |                                                         |                                                         |                                                                                           |                                                                                           |                                                                                           |                                                                                           |                                                                                           |                                                                                           |                                                      |                                                      |                                                                 |                                                                 | Antoinette Bouchard d'Aubeterre (1535-1580) Douairière di Soubise | Antoinette Bouchard d'Aubeterre (1535-1580) Douairière di Soubise | Antoinette Bouchard d'Aubeterre (1535-1580) Douairière di Soubise | Antoinette Bouchard d'Aubeterre (1535-1580) Douairière di Soubise | Antoinette Bouchard d'Aubeterre (1535-1580) Douairière di Soubise | Antoinette Bouchard d'Aubeterre (1535-1580) Douairière di Soubise |                                                                                |                                                                                |                                                                                |                                                                                |                                                                                |                                                                                |  |  |
|  |  | | | | | | | Giovanni V di Parthenay-l'archevêque detto Soubise Signore di Mouchamps (Les Herbiers) (1512-1561) | Giovanni V di Parthenay-l'archevêque detto Soubise Signore di Mouchamps (Les Herbiers) (1512-1561) | Giovanni V di Parthenay-l'archevêque detto Soubise Signore di Mouchamps (Les Herbiers) (1512-1561) | Giovanni V di Parthenay-l'archevêque detto Soubise Signore di Mouchamps (Les Herbiers) (1512-1561) | Giovanni V di Parthenay-l'archevêque detto Soubise Signore di Mouchamps (Les Herbiers) (1512-1561) | Giovanni V di Parthenay-l'archevêque detto Soubise Signore di Mouchamps (Les Herbiers) (1512-1561) |                                                         |                                                         |                                                         |                                                         |                                                                                           |                                                                                           |                                                                                           |                                                                                           |                                                                                           |                                                                                           |                                                      |                                                      |                                                                 |                                                                 | Antoinette Bouchard d'Aubeterre (1535-1580) Douairière di Soubise | Antoinette Bouchard d'Aubeterre (1535-1580) Douairière di Soubise | Antoinette Bouchard d'Aubeterre (1535-1580) Douairière di Soubise | Antoinette Bouchard d'Aubeterre (1535-1580) Douairière di Soubise | Antoinette Bouchard d'Aubeterre (1535-1580) Douairière di Soubise | Antoinette Bouchard d'Aubeterre (1535-1580) Douairière di Soubise |                                                                                |                                                                                |                                                                                |                                                                                |                                                                                |                                                                                |  |  |
|  |  | | | | | | | | | | | | |                                                         |                                                         |                                                         |                                                         |                                                                                           |                                                                                           |                                                                                           |                                                                                           |                                                                                           |                                                                                           |                                                      |                                                      |                                                                 |                                                                 |                                                                   |                                                                   |                                                                   |                                                                   |                                                                   |                                                                   |                                                                                |                                                                                |                                                                                |                                                                                |                                                                                |                                                                                |  |  |
|  |  | Charles de Quellenec Barone di Pont, detto Soubise (1548-1572) ucciso nel cortile del Louvre durante la notte di San-Bartolomeo | Charles de Quellenec Barone di Pont, detto Soubise (1548-1572) ucciso nel cortile del Louvre durante la notte di San-Bartolomeo | Charles de Quellenec Barone di Pont, detto Soubise (1548-1572) ucciso nel cortile del Louvre durante la notte di San-Bartolomeo | Charles de Quellenec Barone di Pont, detto Soubise (1548-1572) ucciso nel cortile del Louvre durante la notte di San-Bartolomeo | Charles de Quellenec Barone di Pont, detto Soubise (1548-1572) ucciso nel cortile del Louvre durante la notte di San-Bartolomeo | Charles de Quellenec Barone di Pont, detto Soubise (1548-1572) ucciso nel cortile del Louvre durante la notte di San-Bartolomeo | | | | | | |                                                         |                                                         |                                                         |                                                         | Catherine de Parthenay Signora di Soubise Madre dei Rohan Douairière di Rohan (1554-1631) | Catherine de Parthenay Signora di Soubise Madre dei Rohan Douairière di Rohan (1554-1631) | Catherine de Parthenay Signora di Soubise Madre dei Rohan Douairière di Rohan (1554-1631) | Catherine de Parthenay Signora di Soubise Madre dei Rohan Douairière di Rohan (1554-1631) | Catherine de Parthenay Signora di Soubise Madre dei Rohan Douairière di Rohan (1554-1631) | Catherine de Parthenay Signora di Soubise Madre dei Rohan Douairière di Rohan (1554-1631) |                                                      |                                                      |                                                                 |                                                                 |                                                                   |                                                                   |                                                                   |                                                                   |                                                                   |                                                                   | Renato II di Rohan detto Pontivy, poi Frontenay, Visconte di Rohan (1550-1585) | Renato II di Rohan detto Pontivy, poi Frontenay, Visconte di Rohan (1550-1585) | Renato II di Rohan detto Pontivy, poi Frontenay, Visconte di Rohan (1550-1585) | Renato II di Rohan detto Pontivy, poi Frontenay, Visconte di Rohan (1550-1585) | Renato II di Rohan detto Pontivy, poi Frontenay, Visconte di Rohan (1550-1585) | Renato II di Rohan detto Pontivy, poi Frontenay, Visconte di Rohan (1550-1585) |  |  |
|  |  | Charles de Quellenec Barone di Pont, detto Soubise (1548-1572) ucciso nel cortile del Louvre durante la notte di San-Bartolomeo | Charles de Quellenec Barone di Pont, detto Soubise (1548-1572) ucciso nel cortile del Louvre durante la notte di San-Bartolomeo | Charles de Quellenec Barone di Pont, detto Soubise (1548-1572) ucciso nel cortile del Louvre durante la notte di San-Bartolomeo | Charles de Quellenec Barone di Pont, detto Soubise (1548-1572) ucciso nel cortile del Louvre durante la notte di San-Bartolomeo | Charles de Quellenec Barone di Pont, detto Soubise (1548-1572) ucciso nel cortile del Louvre durante la notte di San-Bartolomeo | Charles de Quellenec Barone di Pont, detto Soubise (1548-1572) ucciso nel cortile del Louvre durante la notte di San-Bartolomeo | | | | | | |                                                         |                                                         |                                                         |                                                         | Catherine de Parthenay Signora di Soubise Madre dei Rohan Douairière di Rohan (1554-1631) | Catherine de Parthenay Signora di Soubise Madre dei Rohan Douairière di Rohan (1554-1631) | Catherine de Parthenay Signora di Soubise Madre dei Rohan Douairière di Rohan (1554-1631) | Catherine de Parthenay Signora di Soubise Madre dei Rohan Douairière di Rohan (1554-1631) | Catherine de Parthenay Signora di Soubise Madre dei Rohan Douairière di Rohan (1554-1631) | Catherine de Parthenay Signora di Soubise Madre dei Rohan Douairière di Rohan (1554-1631) |                                                      |                                                      |                                                                 |                                                                 |                                                                   |                                                                   |                                                                   |                                                                   |                                                                   |                                                                   | Renato II di Rohan detto Pontivy, poi Frontenay, Visconte di Rohan (1550-1585) | Renato II di Rohan detto Pontivy, poi Frontenay, Visconte di Rohan (1550-1585) | Renato II di Rohan detto Pontivy, poi Frontenay, Visconte di Rohan (1550-1585) | Renato II di Rohan detto Pontivy, poi Frontenay, Visconte di Rohan (1550-1585) | Renato II di Rohan detto Pontivy, poi Frontenay, Visconte di Rohan (1550-1585) | Renato II di Rohan detto Pontivy, poi Frontenay, Visconte di Rohan (1550-1585) |  |  |
|  |  | | | | | | | | | | | | |                                                         |                                                         |                                                         |                                                         |                                                                                           |                                                                                           |                                                                                           |                                                                                           |                                                                                           |                                                                                           |                                                      |                                                      |                                                                 |                                                                 |                                                                   |                                                                   |                                                                   |                                                                   |                                                                   |                                                                   |                                                                                |                                                                                |                                                                                |                                                                                |                                                                                |                                                                                |  |  |
|  |  | | | | | | | | | | | | |                                                         |                                                         |                                                         |                                                         |                                                                                           |                                                                                           |                                                                                           |                                                                                           |                                                                                           |                                                                                           |                                                      |                                                      |                                                                 |                                                                 |                                                                   |                                                                   |                                                                   |                                                                   |                                                                   |                                                                   |                                                                                |                                                                                |                                                                                |                                                                                |                                                                                |                                                                                |  |  |
|  |  | Enrico II di Rohan Visconte e I duca dopo il 1604 (1579-1638)                                                                   | Enrico II di Rohan Visconte e I duca dopo il 1604 (1579-1638)                                                                   | Enrico II di Rohan Visconte e I duca dopo il 1604 (1579-1638)                                                                   | Enrico II di Rohan Visconte e I duca dopo il 1604 (1579-1638)                                                                   | Enrico II di Rohan Visconte e I duca dopo il 1604 (1579-1638)                                                                   | Enrico II di Rohan Visconte e I duca dopo il 1604 (1579-1638)                                                                   | | | Beniamino di Rohan Duca di Soubise (1583-1642)                                                     | Beniamino di Rohan Duca di Soubise (1583-1642)                                                     | Beniamino di Rohan Duca di Soubise (1583-1642)                                                     | Beniamino di Rohan Duca di Soubise (1583-1642)                                                     | Beniamino di Rohan Duca di Soubise (1583-1642)          | Beniamino di Rohan Duca di Soubise (1583-1642)          |                                                         |                                                         | Henriette de Rohan detta la Bossue (la gobba) (1577-1624)                                 | Henriette de Rohan detta la Bossue (la gobba) (1577-1624)                                 | Henriette de Rohan detta la Bossue (la gobba) (1577-1624)                                 | Henriette de Rohan detta la Bossue (la gobba) (1577-1624)                                 | Henriette de Rohan detta la Bossue (la gobba) (1577-1624)                                 | Henriette de Rohan detta la Bossue (la gobba) (1577-1624)                                 |                                                      |                                                      | Catherine de Rohan sposata a Giovanni II di Baviera (1580-1607) | Catherine de Rohan sposata a Giovanni II di Baviera (1580-1607) | Catherine de Rohan sposata a Giovanni II di Baviera (1580-1607)   | Catherine de Rohan sposata a Giovanni II di Baviera (1580-1607)   | Catherine de Rohan sposata a Giovanni II di Baviera (1580-1607)   | Catherine de Rohan sposata a Giovanni II di Baviera (1580-1607)   |                                                                   |                                                                   | Anne de Rohan Poetessa (1584-1646)                                             | Anne de Rohan Poetessa (1584-1646)                                             | Anne de Rohan Poetessa (1584-1646)                                             | Anne de Rohan Poetessa (1584-1646)                                             | Anne de Rohan Poetessa (1584-1646)                                             | Anne de Rohan Poetessa (1584-1646)                                             |  |  |